# 金光林
金 光林（キム・グァンニム、1929年 - 2024年6月9日）は、大韓民国の詩人。本名は忠男。高麗大学校国文科卒。

## 略歴
1929年に咸鏡南道の元山（現在は北朝鮮統治下）で生まれる。1946年元山中学校を卒業。画家李仲燮と交流しながら文学授業を行った。北朝鮮の文芸政策に反対し、1947年に南に移った。新聞・雑誌に作品を投稿しながら「国防(국방)」・「戦時文学選集(전시문학선집)」などに詩を発表したが、作品活動を本格的に行い始めたのは、1950年代後半からだった。
1957年初期の作品をまとめ、全鳳健(전봉건)・金宗三(김종삼)と共に連帯詩集「戦争と音楽と希望(전쟁과 음악과 희망)」を出し、詩壇に知られ始めた。
1959年に第1詩集『傷心する接木(상심하는 접목)』を刊行した。この前後に現代詩の同人となり、「母音(모음)」・「現代詩学〈현대시학)』などの時誌を発刊している。
詩人の他に長安大学校教授を務め、文化公報部、KBS、韓国外換銀行にも勤務した。
2024年6月9日に死去。享年95。

## 作品
詩集
- 『傷心する接木(상심하는 접목)』(白磁社、1959年)
- 『心象の明るい影(심상의 밝은 그림자)』(中央文化社、1962年)
- 『午前の投網(오전의 투망)』(モウム社、1965年)
- 『鶴の墜落(학의 추락)』(ムンウォン社、1971年)
- 『葛藤(갈등)』(ムンウォン学、1973年)
- 『真冬の散歩(한겨울 산책)』(千文出版社、1976年)
- 『言葉で作った鳥(언어로 만든 새)』(文学芸術社、1979年)
- 『真っ直ぐに立つ時、独楽は鳴く(바로 설 때 팽이는 운다)』(ソムン堂、1982年)
- 『天上の花(천상의 꽃)』(ヨンオン文化社、1985年)
- 『言葉の砂漠で(말의 사막에서)』(文学アカデミー、1989年)
- 『ありのままに(곧이곧대로)』(文学世界社、1993年)
- 『白昼の灯火(대낮의 등불)』(高麗院、1996年)
- 『病んだ男(앓는 사내)』(ハンヌリミディア、1998年)
- 『手放したフープ(놓친 굴렁쇠)』(プルイプ文学、2001年)